# لا الگابا
لا الگابا (به اسپانیایی: La Algaba) یک منطقهٔ مسکونی در اسپانیا است که در سبیا واقع شده‌است. لا الگابا ۱۸ کیلومتر مربع مساحت دارد ۱۱ متر بالاتر از سطح دریا واقع شده‌است.